# شرکت تراکتورسازی ایران

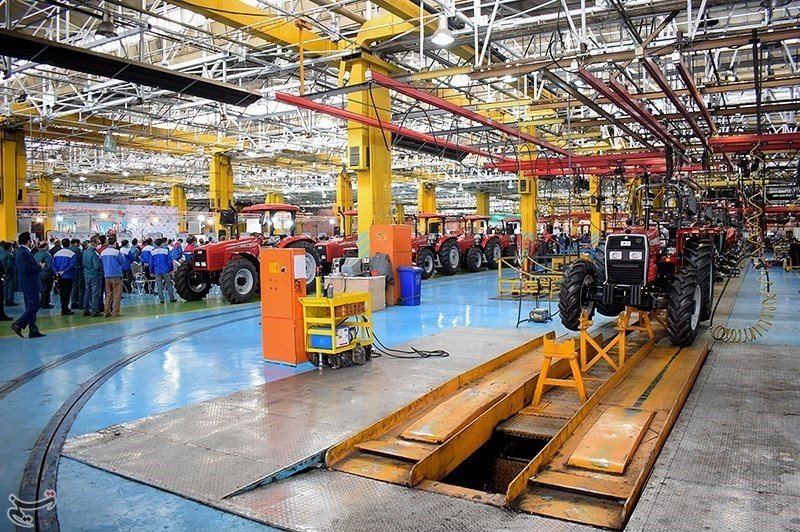
شرکت تراکتورسازی ایران

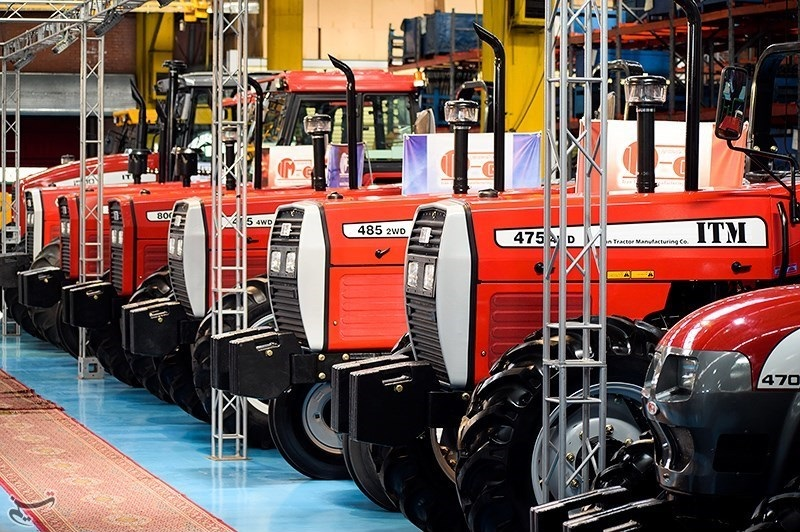
شرکت تراکتورسازی ایران

شرکت تراکتورسازی ایران، یک شرکت ایرانی سازندهٔ انواع تراکتور، کامیونت، موتور و قطعات ریخته‌گری در تبریز است. این شرکت در زمینی به مساحت ۴۰۰ هکتار قرار داشته و ظرفیت تولید ۳۰٬۰۰۰ دستگاه تراکتور، ۳۰٬۰۰۰ دستگاه موتور دیزلی، ۳۳٬۰۰۰ تن انواع قطعات آهنگری و ۵۴٬۰۰۰ تن انواع قطعات ریخته‌گری را در سال دارد که البته شرکت آهنگری آن، از شرکت مادر جداشده و به بخش خصوصی واگذار گردیده است.
این شرکت مالک باشگاه فوتبال تراکتور نمی‌باشد.
عمدهٔ سهم این شرکت متعلق به شرکت سرمایه‌گذاری مهر اقتصاد ایرانیان است که تحت کنترل سپاه پاسداران انقلاب اسلامی می‌باشد.

## تاریخچه
شرکت تراکتورسازی ایران در سال ۱۳۴۷ به صورت شرکت سهامی خاص تأسیس شد و طی شمارهٔ ۵۴۰/۳۲۴ مورخ ۱۳۴۷/۰۲/۲۶ در ادارهٔ ثبت شرکت‌ها در تبریز به ثبت رسید؛ و در سه‌ماههٔ پایان سال ۱۳۴۸ کار ساخت تراکتور با مونتاژ تراکتورهای یونیورسال رومانی با قدرت ۶۵ اسب بخار شروع و به بهره‌برداری کامل رسید. در سال ۱۳۵۴ نخستین تراکتورهای MF (مسی فرگوسن) در چهار گونه به بازار عرضه شد. شرکت‌های آهنگری، موتورسازان و ریخته‌گری در سال ۱۳۶۶ از این شرکت تفکیک شدند. در سال ۱۳۷۳ نیز کارگاه ابزارسازی این کارخانه مستقل شد.

### تحریم
پس از خروج آمریکا از برجام، در ۱۶ اکتبر ۲۰۱۸ وزارت خزانه‌داری آمریکا تحت عنوان «تحریم‌های تروریستی» شرکت تراکتورسازی را تحریم کرد.

## فعالیت‌های داخل ایران
در سال ۱۳۸۲ ه‍جری شمسی خط مونتاژ شمارهٔ ۲ این شرکت در استان کردستان (شرکت تراکتورسازی سنندج) با ظرفیت سالانه ۳٬۵۰۰ دستگاه ایجاد گردید؛ همچنین در سال ۱۳۸۲ ه‍جری شمسی شرکت تراکتورسازی ارومیه که در زمینهٔ تولید تراکتور باغی از نوع گلدونی فعالیت می‌نماید، توسط این شرکت خریداری شد.

## نمایندگی‌های خارج از ایران
این شرکت با مشارکت شرکت CVG از کشور ونزوئلا، فاز اول خط مونتاژ و تولید تراکتور با ظرفیت ۵٬۰۰۰ دستگاه در کشور ونزوئلا را در سال ۱۳۸۳ به بهره‌برداری رساند. همچنین در سال ۱۳۸۵ دومین خط مونتاژ خارج از کشور و ظرفیت تولید سالانه ۲٬۵۰۰ دستگاه در کشور تاجیکستان به بهره‌برداری رسید.
در سال ۱۳۸۶ با مشارکت شرکت NEC اوگاندا، شرکت بازرگانی اوگیران را در کشور اوگاندا تأسیس نمود.

## محصولات
هم‌اکنون تولیدات عمده شرکت عبارت است از MF475 با توان ۷۵ اسب بخار، MF۳
۹۹ با توان ۱۱۰ اسب بخار و تراکتور MF470 با توان ۴۷ اسب بخار ITM800 با توان ۸۲ اسب بخار و تراکتور باغی و کامیونت می‌باشد. همچنین شرکت تراکتورسازی ایران دو مدل تراکتور جدید ITM۴۳۹۹ و ITM۴۳۹۰ و تراکتورهای ITM ۱۰۰۰ و ITM ۱۰۵۰ با مصرف ۳۰ درصد سوخت کمتر را طراحی و تولید نموده است.
کارخانه تولید پرقدرت‌ترین کشندهٔ دنیا در تراکتورسازی ایران در تبریز راه‌اندازی از تیرماه سال نود ویک شد. این مجموعه با مشارکت صنعتگران چینی در قالب انتقال تکنولوژی و همکاری گروه بهمن در مجموعهٔ تراکتورسازی ایران به بهره‌برداری رسید.
در فاز نخست این خط تولید سه نوع محصول از این کشنده با مشخصات کامیون کشندهٔ J6-CA4250 6x4، کامیون کشندهٔ J6-CA4180 4x2 و شاسی کامیون J6-CA3250 6x4 تولید و به بازارهای داخلی و خارجی ارائه می‌شود و برای فاز نخست ۳۰۰ میلیارد ریال سرمایه‌گذاری صورت گرفته که پیش‌بینی کل سرمایه‌گذاری مورد نیاز برای اتمام این پروژه ۱٬۵۰۰ میلیارد ریال می‌باشد. گفتنی است: از تیرماه ۱۳۹۱ خط تولید پرقدرت‌ترین کشندهٔ دنیا در گروه صنعتی تراکتورسازی ایران تحت عنوان سیبا موتور افتتاح و به بهره‌برداری رسید

## شرکت‌های تفکیک‌شده
شرکت‌های تفکیک‌شده از شرکت تراکتورسازی پیشین در اجرای اصل ۴۴ قانون اساسی ایران:
- توسعه صنعتی تراکتورسازی
- ماشین‌آلات صنعتی تراکتورسازی
- ریخته‌گری تراکتورسازی
- موتورسازان تراکتورسازی
- آهنگری تراکتورسازی
- مهندسی و تأمین قطعات تراکتورسازی
- ساخت ماشین و ابزار تراکتورسازی
- بازرگانی و خدمات پس از فروش تراکتورسازی

## برند شرکت تراکتورسازی ایران
برند شرکت تراکتورسازی ایران در سال ۱۳۹۲ در دهمین جشنوارهٔ ملی قهرمانان صنعت ایران به عنوان یکی از ۱۰۰ برند برتر ایران شناخته شد.